# کامپوس دو ژردائو
کامپوس دو ژردائو (به پرتغالی: Campos do Jordão) یک منطقهٔ مسکونی در برزیل است که در ایالت سائو پائولو واقع شده‌است. کامپوس دو ژردائو ۲۹۰٫۵۲۰ کیلومتر مربع مساحت و ۵۱٬۴۵۴ نفر جمعیت دارد و ۱٬۶۲۸ متر بالاتر از سطح دریا واقع شده‌است.